# Tech noir
Il tech noir (conosciuto anche come future noir e noir di fantascienza) è un genere ibrido, presente in particolare in ambito cinematografico, che unisce il film noir a quello di fantascienza, come, ad esempio, in Blade Runner (1982) e Terminator (1984).
Il regista James Cameron ha coniato il termine nel suo film Terminator, dando il nome "Tech noir" a un night club presente nella pellicola, con l'intento di richiamare sia il genere noir che quello fantascientifico.

## Precursori

### Neo-noir
Anche se è difficile separare nettamente i film noir dei primi anni '60 come Cronaca di un assassinio (Blast of Silence, 1961) e Il promontorio della paura (Cape Fear, 1962) da quelli della seconda metà degli anni '50, nel periodo successivo a quello del cinema americano classico sono emerse nuove tendenze. Va' e uccidi (The Manchurian Candidate, 1962, regia di John Frankenheimer), Il corridoio della paura (Shock Corridor, 1962, regia di Samuel Fuller) e Un'idea per un delitto (Brainstorm, 1965, regia di William Conrad, un navigato caratterista del cinema noir) trattano tutti di disturbi mentali con un tono e all'interno di una cornice stilistica derivati dal cinema noir classico.
Il primo film importante che ha adottato una nuova prospettiva sul noir è stato Fino all'ultimo respiro (À bout de souffle, 1960, regia di Jean-Luc Godard) che omaggia letteralmente Bogart e i suoi noir, impiegando però uno stile nuovo, audace e al passo coi tempi. Nel 1973, il regista Robert Altman, che aveva diretto un episodio della serie televisiva Peter Gunn, dà il benservito al genere con Il lungo addio (The Long Goodbye). Tratto dal romanzo di Raymond Chandler, ha per protagonista uno dei personaggi più famosi di Bogart, che però subisce un trattamento iconoclasta: Philip Marlowe, il prototipo del detective hard boiled, viene rappresentato come un balordo sfortunato, distante dai costumi e dalla morale contemporanea in modo quasi ridicolo. Nello stesso periodo in cui l'atteggiamento sovversivo di Altman nei confronti della mitologia noir era talmente irriverente da far infuriare molti critici dell'epoca, Woody Allen rendeva un omaggio sentito e quasi reverente ai classici con Provaci ancora, Sam (Play It Again, Sam, 1972). Il film più acclamato dell'epoca dei neo-noir è Chinatown (1974, regia di Roman Polanski), che ha portato il noir a vette di cupezza inedite.
Nel 1981, il famoso Brivido caldo (Body Heat, scritto e diretto da Lawrence Kasdan) squaderna una diversa serie di elementi noir, stavolta calati in una Florida umida e densa di erotismo. Con budget generalmente molto più bassi, i fratelli Coen hanno creato alcune delle opere più considerevoli nell'ambito dei film influenzati dal noir classico: Blood Simple (1984) e Fargo (1996), che alcuni considerano le riuscite massime del neo-noir cinematografico.

### Il noir di fantascienza
A partire dagli anni '60, il genere con cui il noir si è ibridato in modo più significativo è la fantascienza. In Agente Lemmy Caution: missione Alphaville (Alphaville, une étrange aventure de Lemmy Caution, 1965, regia di Jean-Luc Godard), Lemmy Caution è un investigatore privato della vecchia scuola in una città del futuro. La spia che vide il suo cadavere (The Groundstar Conspiracy, 1972) ruota attorno a un investigatore implacabile e a Welles, un uomo che ha perso la memoria. 2022: i sopravvissuti (Soylent Green, 1973), il primo significativo esempio americano del genere, dipinge una società distopica in un futuro prossimo, con una trama investigativa manifestamente noir; il protagonista è Charlton Heston (protagonista anche de L'infernale Quinlan) e compaiono anche molti attori habitué del noir classico come Joseph Cotten, Edward G. Robinson e Whit Bissell. Il regista è Richard Fleischer, che vent'anni prima aveva diretto alcuni solidi noir di serie B, fra cui Sterminate la gang! (Armored Car Robbery, 1950) e Le jene di Chicago (The Narrow Margin, 1952).

## Evoluzione del tech noir
La prospettiva cinica ed elegante del noir classico è stata essenziale nello sviluppo del cyberpunk, un sottogenere della fantascienza emerso nei primi anni '80; il film che più di tutti ha influenzato il cyberpunk è stato Blade Runner (1982, regia di Ridley Scott), che rende un omaggio scoperto ed evocativo agli stilemi del noir classico. Scott avrebbe poi diretto nel 1987 il melodramma noir Chi protegge il testimone (Someone to Watch Over Me).
Evidenti elementi di tech noir sono presenti anche nella "satira distopica" Brazil (1985, regia di Terry Gilliam) e ne La città perduta (The City of Lost Children, 1995), una delle due opere "alla Gilliam" dirette dal duo Jean-Pierre Jeunet e Marc Caro (l'altro titolo è Delicatessen) e influenzate dall'opera del cineasta nel suo complesso, e in particolare da Brazil. Lo studioso Jamaluddin Bin Aziz ha osservato come "l'ombra di Philip Marlowe si stagli su (altri film) future noir" come L'esercito delle 12 scimmie (12 Monkeys, regia di Terry Gilliam, 1995), Dark City (1998), e Minority Report (2002). L'eroe è oggetto di un'indagine investigativa in Gattaca (1997), che fonde i motivi del noir con uno scenario debitore del romanzo Il mondo nuovo. Il tredicesimo piano (The Thirteenth Floor, 1999), come Blade Runner, è un omaggio esplicito al noir classico, a cui integra una riflessione sulla realtà virtuale. La fantascienza, il noir, e il cinema d'animazione si uniscono nelle produzioni giapponesi Ghost in the Shell (Kōkaku Kidōtai, 1995) e Ghost in the Shell 2 - Innocence (Inosensu, 2004), entrambi per la regia di Mamoru Oshii, e nel cortometraggio A Detective Story (in Animatrix, 2003), ambientato nell'universo di Matrix.
L'episodio La storia di X9 (Tale of X-49, 2004) della serie animata Samurai Jack è un omaggio al genere, nonché uno degli episodi più apprezzati dai fan, ed è valso al suo autore Genndy Tartakovsky una nomina agli Annie Awards.